# Magí González i Barranquero
Magí González i Barranquero   (Lleida, 1851 - Barcelona, 1929) va ser un compositor, violinista i clarinetista, que es va formar com a infant de cor a la catedral de Lleida sota la direcció d'Aleix Mercè. Més tard va estudiar violí amb P. Ichart i clarinet amb Antonio Santamaña. Va treballar com a instrumentista a la catedral de Lleida, a la banda municipal, en el batalló de milicians realistes i finalment va ser violinista del teatre de Lleida. Els seus estudis universitaris es van dur a terme a Barcelona on va fundar l'Orquestra i la Banda González, amb les que va recórrer Catalunya. Finalment, va exercir com a violinista al Gran Teatre del Liceu i va tenir nombrosos alumnes. L'any 1885 va fundar el magatzem de música.
Entre les seves obres destacades trobem la seva Gran simfonia.